# روبرت أرامايو
روبرت أرامايو (6 نوفمبر 1992 -) ممثل مسرح وأفلام من المملكة المتحدة. شارك في أربع حلقات من مسلسل صراع العروش (الموسم 6) وصراع العروش (الموسم 7) بمجموع أربع حلقات بدور ند ستارك الشاب.

## أعماله

### الأفلام
- Galveston
- حيوانات ليلية
- Can't come closer
- Lost in Florence
- Stray dolls

### عروض تلفزيونية
- صراع العروش (الموسم 6)، وصراع العروش (الموسم 7)
- مسلسل Harley and the Daivedsons ( دور رئيسي)
- سيد الخواتم مسلسل[4]

## وصلات خارجية
- روبرت أرامايو على موقع IMDb (الإنجليزية)
- روبرت أرامايو على موقع ألو سيني (الفرنسية)
- روبرت أرامايو على موقع قاعدة بيانات الفيلم (الإنجليزية)